# Pita Pit
O Pita Pit é uma franquia canadense de restaurantes de fast food que serve sanduíches de pita com vegetais frescos, carne grelhada e molhos. Sua sede canadense e global fica em Kingston, Ontário. Sua sede nos Estados Unidos fica em Coeur d'Alene, Idaho. Em setembro de 2021, era propriedade da Foodtastic.

## História
A primeira loja foi aberta por Nelson Lang e John Sotiriadis em 1995, perto da Queen's University, em Kingston, Ontário. O restaurante estava localizado perto da faculdade e era voltado para estudantes, na esperança de que fosse “à prova de recessão”. A loja ficava aberta até tarde, oferecendo uma opção de comida noturna mais saudável e fresca do que o fast food convencional.
Em 1997, a Pita Pit começou a se expandir no Canadá e, em 1999, começou a franquear nos Estados Unidos.
O primeiro local do Pita Pit fora do Canadá e dos Estados Unidos foi inaugurado em Auckland, Nova Zelândia, em agosto de 2007. A empresa foi criada por Chris Henderson, um neozelandês que retornava do Canadá, e Duane Dalton, marido da jogadora de netball Tania Dalton.
Em 2011, a Pita Pit havia se expandido para 350 lojas no Canadá, Estados Unidos, Nova Zelândia, Panamá, Coreia do Sul e Brasil.
Em 2020, ela tinha mais de 500 locais na Índia, França, Brasil, Panamá, Trinidad e Tobago, Reino Unido, Nova Zelândia, Austrália, Singapura, Emirados Árabes Unidos, Irlanda e Suécia.
Em 3 de agosto de 2021, foi anunciado que a franqueadora de restaurantes quebequense Foodtastic havia adquirido a Pita Pit.